# Argyronome cethosia
Argyronome cethosia är en fjärilsart som beskrevs av Fabricius 1783. Argyronome cethosia ingår i släktet Argyronome och familjen praktfjärilar. Inga underarter finns listade i Catalogue of Life.